# هارون هوفمان
هارون هوفمان (بالإنجليزية: Aaron Hoffman)‏ هو كاتب سيناريو أمريكي، ولد في 30 أكتوبر 1880 في سانت لويس في الولايات المتحدة، وتوفي في 27 مايو 1924 في نيويورك في الولايات المتحدة.

## وصلات خارجية
- هارون هوفمان على موقع IMDb (الإنجليزية)
- هارون هوفمان على موقع قاعدة بيانات برودواي على الإنترنت (الإنجليزية)
- هارون هوفمان على موقع قاعدة بيانات الفيلم (الإنجليزية)